# 1927 год в музыке

## События
- Постановка «Механического балета» Джорджа Антейла, в партитуру которого композитор ввёл электроинструменты, моторы и пианолы.
- Рейнгольд Глиэр «Красный мак (балет)»
- Эрнст Кшенек. «Джонни наигрывает» (опера)
- Арнольд Шенберг «Струнный квартет № 3»
- Дмитрий Шостакович «Симфония № 2» («Октябрю»)
- Игорь Стравинский «Царь Эдип» (опера)
- Яромир Вейнберг «Шванда-волынщик» (опера)
- В Нью-Йорке, в театре «Уорнерз», показана театральная версия мюзикла «Джазовый певец» (6 октября)
- «Плавучий театр». Мюзикл на слова Оскара Хаммерстайна и музыку Джерома Керна (первое представление состоялось 27 декабря в Нью-Йорке, в театре Зигфелда).
- «Шаффл элонг». Первый мюзикл с участием чернокожих артистов Юби Блейка и Нобла Сиссла.
- «Играй, оркестр!». Мюзикл на слова Георга С. Кауфмана и музыку Джорджа Гершвина (первое представлене состоялось 19 августа в Лонг Бранче, штат Нью-Джерси, США; вторая постановка осуществлена в 1920 г. в Нью-Йорке).
- В Великобритании газета «Дейли мейл» сообщает, что число пострадавших от повального увлечения танцами множится пропорционально числу новых джазовых мелодий.

## Выпущенные альбомы
- The Hot Fives & Hot Sevens vol. 3 (Луи Армстронг)

## Родились

### Январь
- 10 января — Гильермо Рубалькаба[англ.] (ум. 2015) — кубинский пианист, композитор и аранжировщик[1]
- 14 января — Зузана Ружичкова (ум. 2017) — чехословацкая и чешская клавесинистка и музыкальный педагог[2]
- 17 января — Эрта Китт (ум. 2008) — американская певица и актриса[3]
- 19 января — Лидия Козубек[пол.] (ум. 2015) — польская пианистка и музыкальный педагог
- 20 января — Нина Патрушева (ум. 2017) — советская и казахстанская скрипачка и музыкальный педагог
- 22 января — Илья Берг[дат.] (ум. 2015) — датский композитор и пианист
- 29 января — Лейла Векилова (ум. 1999) — советская и азербайджанская балерина, балетмейстер и балетный педагог

### Февраль
- 2 февраля — Стэн Гетц (ум. 1991) — американский джазовый саксофонист и композитор
- 3 февраля
  - Вэл Дуникан[англ.] (ум. 2015) — ирландский певец
  - Мартин Ловетт (ум. 2020) — британский виолончелист и музыкальный педагог
- 7 февраля — Жюльетт Греко (ум. 2020) — французская актриса и певица
- 11 февраля
  - Алексей Горохов (ум. 1999) — советский и украинский скрипач и музыкальный педагог
  - Хайнц Фрикке[нем.] (ум. 2015) — немецкий дирижёр
- 16 февраля — Семён Лунгул (ум. 2002) — советский и молдавский композитор и музыкальный педагог
- 18 февраля — Мохаммед Захир Хайям (ум. 2019) — индийский кинокомпозитор
- 25 февраля — Ральф Стэнли (ум. 2016) — американский певец, музыкант и композитор
- 27 февраля — Гай Митчелл (ум. 1999) — американский поп-певец

### Март
- 1 марта — Гарри Белафонте (ум. 2023) — американский певец, актёр и общественный активист[4]
- 2 марта
  - Казим Манафов (ум. 1999) — советский и российский дагестанский танцор, балетмейстер, хореограф и танцевальный педагог
  - Витольд Шалёнек (ум. 2001) — польский композитор и музыкальный педагог
- 15 марта — Аарон Розанд (ум. 2019) — американский скрипач
- 27 марта — Мо Остин (ум. 2022) — американский звукорежиссёр и музыкальный продюсер
- 29 марта — Сэм Спенс[англ.] (ум. 2016) — американский композитор

### Апрель
- 1 апреля — Ольга Эрдели (ум. 2015) — советская и российская арфистка и музыкальный педагог
- 2 апреля — Ежи Катлевич (ум. 2015) — польский дирижёр и музыкальный педагог
- 8 апреля — Джордже Григориу (ум. 1999) — румынский музыкант, композитор и автор песен
- 22 апреля — Паскал Бентою (ум. 2016) — румынский композитор

### Май
- 12 мая — Барно Исхакова (ум. 2001) — советская и израильская певица и музыкальный педагог
- 13 мая — Герберт Росс (ум. 2001) — американский кинорежиссёр и хореограф
- 14 мая — Сеймур Липкин[англ.] (ум. 2015) — американский пианист, дирижёр и музыкальный педагог
- 21 мая — Устад Сабри Хан (ум. 2015) — индийский музыкант, мастер игры на саранги
- 28 мая — Габиль Алиев (ум. 2015) — советский и азербайджанский кеманчист

### Июнь
- 1 июня — Дагвин Лувсаншарав (ум. 2014) — монгольский композитор, дирижёр и хормейстер
- 9 июня — Франко Донатони (ум. 2000) — итальянский композитор и музыкальный педагог
- 11 июня — Йозеф Антон Ридль[нем.] (ум. 2016) — немецкий композитор
- 13 июня — Талат Бакиханов (ум. 2000) — советский и азербайджанский музыкант, исполнитель мугама
- 15 июня
  - Шамгон Кажгалиев (ум. 2015) — советский и казахский дирижёр, домбрист и музыкальный педагог
  - Цэгмидийн Намсрайжав (ум. 1987) — монгольский композитор, дирижёр и концертмейстер
- 18 июня
  - Матвей Лобанов (ум. 2000) — советский и российский оперный певец (бас)
  - Симеон Пиронков (ум. 2000) — болгарский композитор

### Июль
- 18 июля — Курт Мазур (ум. 2015) — немецкий дирижёр
- 20 июля — Михаэль Андреас Гилен (ум. 2019) — австрийский дирижёр и композитор

### Август
- 5 августа — Ираида Муштакова (ум. 2023) — советская и российская артистка оперетты[5]
- 10 августа — Валентина Савицкая (ум. 2020) — советская и молдавская оперная певица (сопрано)
- 11 августа — Рэймонд Леппард (ум. 2019) — британский дирижёр и клавесинист
- 12 августа — Луиджи Сесса (ум. 2001) — итальянский органист и дирижёр
- 22 августа — Александр Обрадович (ум. 2001) — югославский и сербский композитор и музыкальный педагог
- 30 августа — Пит Кее (ум. 2018) — нидерландский органист, композитор и музыкальный педагог

### Сентябрь
- 8 сентября — Гедертс Раманс (ум. 1999) — советский и латвийский композитор, звукорежиссёр и музыкальный педагог
- 19 сентября — Ник Масси (ум. 2000) — американский певец и автор песен, вокалист и басист группы The Four Seasons
- 21 сентября — Уорд Свингл[англ.] (ум. 2015) — американский певец и музыкант, основатель группы The Swingle Singers

### Октябрь
- 6 октября — Пауль Бадура-Скода (ум. 2019) — австрийский пианист
- 7 октября
  - Деметрио Гонсалес[исп.] (ум. 2015) — мексиканский певец и актёр испанского происхождения
  - Нехама Лифшиц (ум. 2017) — советская и израильская эстрадная певица
- 13 октября — Ли Кониц (ум. 2020) — американский джазовый саксофонист и композитор
- 18 октября — Альба Солис[исп.] (ум. 2016) — аргентинская певица, актриса и танцовщица
- 24 октября — Жильбер Беко (ум. 2016) — французский певец, композитор и пианист
- 25 октября — Барбара Кук (ум. 2017) — американская певица и актриса

### Ноябрь
- 4 ноября — Маргарита Фёдорова (ум. 2016) — советская и российская пианистка, клавесинистка и музыкальный педагог
- 7 ноября — Жан Мартен (ум. 2020) — французский пианист и педагог
- 10 ноября — Эдмунд Феттинг (ум. 2001) — польский актёр и певец
- 11 ноября — Моуз Эллисон (ум. 2016) — американский джазовый и блюзовый пианист, певец и композитор
- 15 ноября — Хумар Зульфугарова (ум. 2017) — советская и азербайджанская танцовщица и хореограф
- 18 ноября — Хэнк Баллард (ум. 2003) — американский певец и автор песен, вокалист группы The Midnighters
- 21 ноября — Валерий Васильев (ум. 2001) — советский и российский пианист и музыкальный педагог
- 22 ноября — Пётр Козинский (ум. 2001) — советский и российский композитор и музыкальный педагог
- 24 ноября — Альфредо Краус (ум. 1999) — испанский оперный певец (лирический тенор) и музыкальный педагог
- 28 ноября — Леэло Кылар (ум. 2023) — советская и эстонская пианистка и музыкальный педагог[6]

### Декабрь
- 2 декабря — Людмила Ваверко (ум. 2020) — советский и молдавский музыкальный педагог
- 6 декабря — Ге Корстен (ум. 1999) — южноафриканский оперный певец (тенор) и актёр нидерландского происхождения
- 9 декабря — Пьер Анри (ум. 2017) — французский композитор
- 23 декабря
  - Александр Ведерников (ум. 2018) — советский и российский оперный и камерный певец (бас) и музыкальный педагог
  - Нина Герасимова-Персидская (ум. 2020) — советский и украинский музыковед и культуролог
- 25 декабря — Ирина Деркембаева (ум. 2021) — советская и киргизская оперная певица (лирическое сопрано)
- 28 декабря — Олег Каравайчук (ум. 2016) — советский и российский композитор, дирижёр и пианист

## Скончались

### Январь
- 5 января — Артуро Винья (63) — итальянский дирижёр[7]
- 8 января — Сергей Борисоглебский (63) — русский оперный певец (баритон)[8]
- 26 января — Кристофер Бах (91) — американский дирижёр и композитор немецкого происхождения[9]
- 30 января — Фридрих Эрнст Кох (64) — немецкий композитор и музыкальный педагог[10]
- 31 января — Григорий Блох (59) — русский адвокат, поэт, переводчик, музыкальный критик и предприниматель

### Февраль
- 23 февраля — Виктор Калинников (56) — русский и советский дирижёр, композитор и музыкальный педагог

### Май
- 3 мая — Эрнест Болл[англ.] (48) — американский певец и автор песен
- 30 мая — Макс Бютнер (68) — немецкий оперный певец (баритон) и вокальный педагог

### Июнь
- 5 июня — Порфирий Демуцкий (67) — украинский фольклорист, хоровой дирижёр, композитор и музыкальный педагог
- 24 июня — Антон Барцал (80) — чешский и русский оперный певец (тенор), оперный режиссёр и музыкальный педагог
- 27 июня
  - Константин Греков (47) — русский и советский актёр и режиссёр оперетты
  - Себастьян Дросте (29) — немецкий поэт, актёр и танцор

### Август
- 13 августа — Герман Аберт (56) — немецкий музыковед и педагог
- 20 августа — Фанни Блумфилд-Цейслер (64) — американская пианистка австрийского происхождения

### Сентябрь
- 14 сентября — Айседора Дункан (50) — американская танцовщица и хореограф
- 16 сентября — Франческо Гварньери (60) — итальянский скрипач и композитор
- 22 сентября — Джаннотто Бастианелли (44) — итальянский музыковед, музыкальный критик и композитор

### Октябрь
- 1 октября — Вильгельм Гартевельд (68) — русский музыковед, дирижёр, композитор, фольклорист и публицист шведского происхождения
- 14 октября — Иоганн Крузе (68) — немецкий и британский скрипач австралийского происхождения[11]
- 20 октября — Михаил Иванов (78) — русский музыкальный и литературный критик, композитор и переводчик
- 31 октября — Джеймс Кваст (74) — немецкий пианист, композитор и музыкальный педагог нидерландского происхождения[12]

### Ноябрь
- 5 ноября — Вильгельм Брух (73) — немецкий дирижёр и композитор

### Декабрь
- 4 декабря — Вера Астафьева (59/60) — русская и украинская оперная певица (драматическое сопрано) и музыкальный педагог
- 8 декабря — Мария Де-Рибас (?) — русская оперная певица (сопрано)
- 12 декабря — Альфред Глен (69) — русский виолончелист и музыкальный педагог
- 24 декабря — Хельмер Александерссон (41) — шведский композитор и скрипач

### Без точной даты
- Гасым Абдуллаев (53/54) — азербайджанский ханенде
- Бюльбюльджан (85/86) — азербайджанский фольклорный певец
- Сергей Волгин (50/51) — русский оперный певец (тенор)